# Judarnas historia i Ukraina
Judarnas historia i det som idag är Ukraina går tillbaka till 300-talet och är en lång historia av förföljelser.
Majoriteten (83%) av dagens ukrainska judar är rysktalande och den största andelen bor i Ukrainas största städer. 
Tidigare var jiddisch det mest använda språket bland judar i Lillryssland och Nya Ryssland. Eftersom den tyska ockupationen av Polen och västra Sovjetunionen omfattade de områden där jiddisch var som livskraftigast, innebar förintelsen av Östeuropas judar 1941–1944 att hela den sammanhängande jiddisch-världen också utplånades, så när som på mindre ortodoxa grupper och invandrarsamhällen utanför Europa.

## Antiken - Kievriket
Judarnas historia i det som idag geografiskt utgör Ukraina går tillbaka till 300-talet, där dokument finns om judiska bosättningar på Krim. De var huvudsakligen handelsmän. Efter hand följde de handelsrutterna längs de stora floderna, bland annat Dnepr, och kom till Kiev-området. Många av de här judarna var troligen konvertiter. Man antar att stora delar av den turkiska Khazar-stammen konverterade till judendomen på 700- eller 800-talet, och att de bosatte sig i Kiev-området, på den sydöstra delen av Krimhalvön och i Kaukasien. Den första skriftliga källan som omtalar Kiev, är en inskription på hebreiska från år 930 (”Kiev brevet”).  På 900-talet gick det emellertid tillbaka med Khazarriket och Kievriket tillfogade khazarerna ett allvarligt nederlag 965. Det sista som återstod av Khazarriket som fanns på Krim tillintetgjordes 1016 av Kievriket och Bysans i förening. På 1000-talet kallades en av Kievrus huvudstad Kievs stadsportar judiska porten, efter de judiska kvarteren som fanns innanför porten.

## Polsk-litauiska samväldet
Judar kom först i stor skala till Polen på begäran av kung Boleslav III på 1090-talet. Judar gavs frihet att upprätta sitt eget självstyre liksom privilegier rörande deras religiösa högtider. Polen hade under århundraden den största judiska befolkningen i Europa och kallades t.o.m. ett judiskt paradis, "paradisus Iudaeorum".
Senare under Storfurstendömet Litauen och det polsk-litauiska samväldet var området under sekler en fristad för judar som flytt undan korsriddarna, förföljelserna under digerdöden och förvisats från länder i väst- och centraleuropa före och under reformationen och motreformationen. 
Liksom andra sociala och nationella minoriteter i Polen levde judarna för sig själva och skilde sig från sina grannar vad gällde språk, religion och klädsel. Även om den polska staten tillät judiskt självstyre garanterade den inte församlingarnas säkerhet i någon större utsträckning. Den polske adelsmannen, vars ord var lag på hans egendomar, kunde gynna judarna eller behandla dem godtyckligt. Dessutom var judarna i sin roll av ombud för adeln (indrivning av pengar och plikttjänster) utsatta för böndernas hat och våldsamhet. Judarnas situation var särskilt svår i Lillryssland, där de polska godsägarna var katoliker och uppdrog åt präster att sprida katolicismen till de lillryska ortodoxa bönderna. Runt år 1500 bodde det judar i 23 polsk-ukrainska städer, där jiddisch och judisk kultur växte och blev dominerande. Förutom rätten till självbestämmande samhällen i varje stad fick judarna också i slutet av 1500-talet grunda en församling av kommunala representanter, det s.k. Rådet för fyra provinser. I gengäld måste de betala en egen skatt direkt till kungen.
I Kiev (Podil) växte det fram ett starkt och självständigt judiskt samhälle, som också blev ett känt centrum för religiös undervisning.  Ändå var allt inte enkelt. I mötet med andra etniska grupper blev det kamp om positioner, makt och handel. Särskilt uppstod det konflikter med kosacker och tatarer. Tatarerna vann en stor seger över judarna 1482, och förde bort många judar till slaveri och tvångsarbete i kolonierna på Krimhalvön.

## Kosackernas judeförföljelser på 1500-, 1600- och 1700-talet

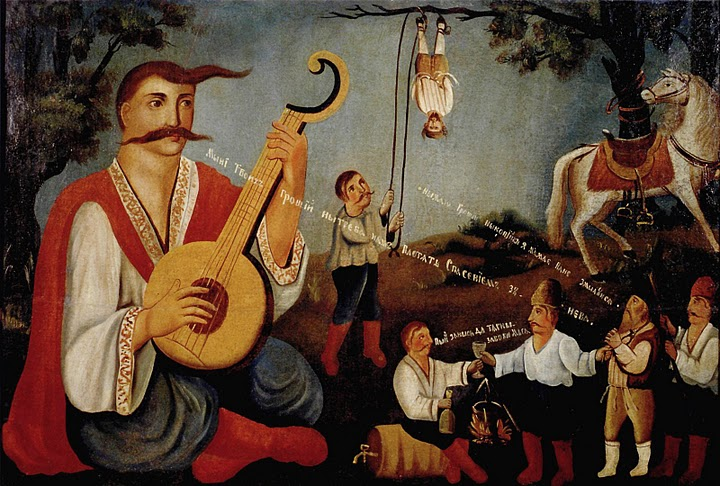
Kozacken Mamaj och Hajdamakarna hänger en jude i hälarna - ukrainsk folkkonst från 1800-talet.

Den judiska befolkningen har en lång historia av förföljelse. Zaporizjakosackernas kamp mot den polska regimen drabbade också judar och katoliker, då judarna anklagades för att vara allierade med polackerna. På 1500-talet blev de överfallna av kosacker. Detta kulminerade i ett angrepp på judarna i Podil och Volynia i samband med upproret 1648, vilket enligt en historieskrivare och ögonvittnet, Nathan ben Moses Hannover, ledde till 100–120 000 judars död. 300 judiska församlingar blev totalt ödelagda. Den judiska befolkningen fick fly från kosackerna som mördade lokalbefolkningens judar och polacker i kampen mot de polska härskarna. Judarna, som ofta arbetade som skatteindrivare eller förmän inom jordbruket, blev massakrerade och hundratals judiska byar förstördes. På 1700-talet fick judarna lida mycket av attacker från det pro-ukrainska paramilitära kosackförbandet Hajdamaka. När kosacken Maksym Zaliznjaks styrkor härjade på 1760-talet dödades många judar vilket orsakade en stor nedgång i den judiska befolkningens antal, som t.ex. i Uman som på 1700-talet erövrades ett flertal gånger av hajdamaker (1734, 1750 och 1768). Mest omtalad är 1768 års hajdamakuppror som leddes av Maksym Zaliznjak och Ivan Gonta. Den 20–21 juni 1768 erövrade de Uman varefter staden plundrades och tusentals judar och polacker dödades (enligt olika beräkningar 12 000–20 000 personer). Som ett minne av dessa uppror mot de polska jordägarna avbildas en hajdamak i Umans nuvarande stadsvapen.
Vid slutet av 1700-talet bodde omkring en miljon judar, över hälften av Europas judiska befolkning, i Polen-Litauen. Vid delningen av Polen-Litauen 1772–1795 kom omkring 300 000 av dem att bo på ryskt territorium, som idag till stora delar geografiskt utgör Ukraina. Ryska Tsarerna införde efterhand flera restriktioner med begränsningar av rörelsefrihet, val av utbildning och yrken. Man gjorde också försök med tvångskonvertering till ortodox kristen tro. I i slutet av 1700-talet begränsades de centraleuropeiska judarnas autonomi på flera sätt. Regionen Galizien som delvis ligger i det nuvarande Ukraina tillföll Österrike och där påbjöd Josef II att judiska barn skulle sättas i statliga skolor och judiska män inkallades i armén.

### Chassidismen
Dagens Ukraina anses som födelseplats för den judiska chassidismen, en folklig väckelserörelse inom ortodox rabbinsk judendom, som lägger vikt vid mystik, personlig erfarenhet och kontakt med gudomen. Rörelsen startades av rabbi Israel ben Eliezer (1700–1760), även känd som Baal Shem Tov. Med sin betoning på faktorer som glädje, extas och bön vann han många anhängare, och kom delvis i opposition till den mer Talmud-orienterade ortodoxin.
Israel ben Eliezers barnbarnsbarn Nachman av Breslov (1772–1810) introducerade nya koncept i chasidismen genom att kombinera studium av mystiken med traditionella studier i Torah. I hans huvudverk Likutey Moharan formuleras flera centrala läror, däribland föreställningen om direkt kommunikation med gudomen genom innerlig bön. Denna speciella böneteknik kallas hitbodedut. Den dagen idag vallfärdar stora mängder judar varje år till hans grav i Uman (se nedan).

## Judiska bosättningsområdet i Kejsardömet Ryssland

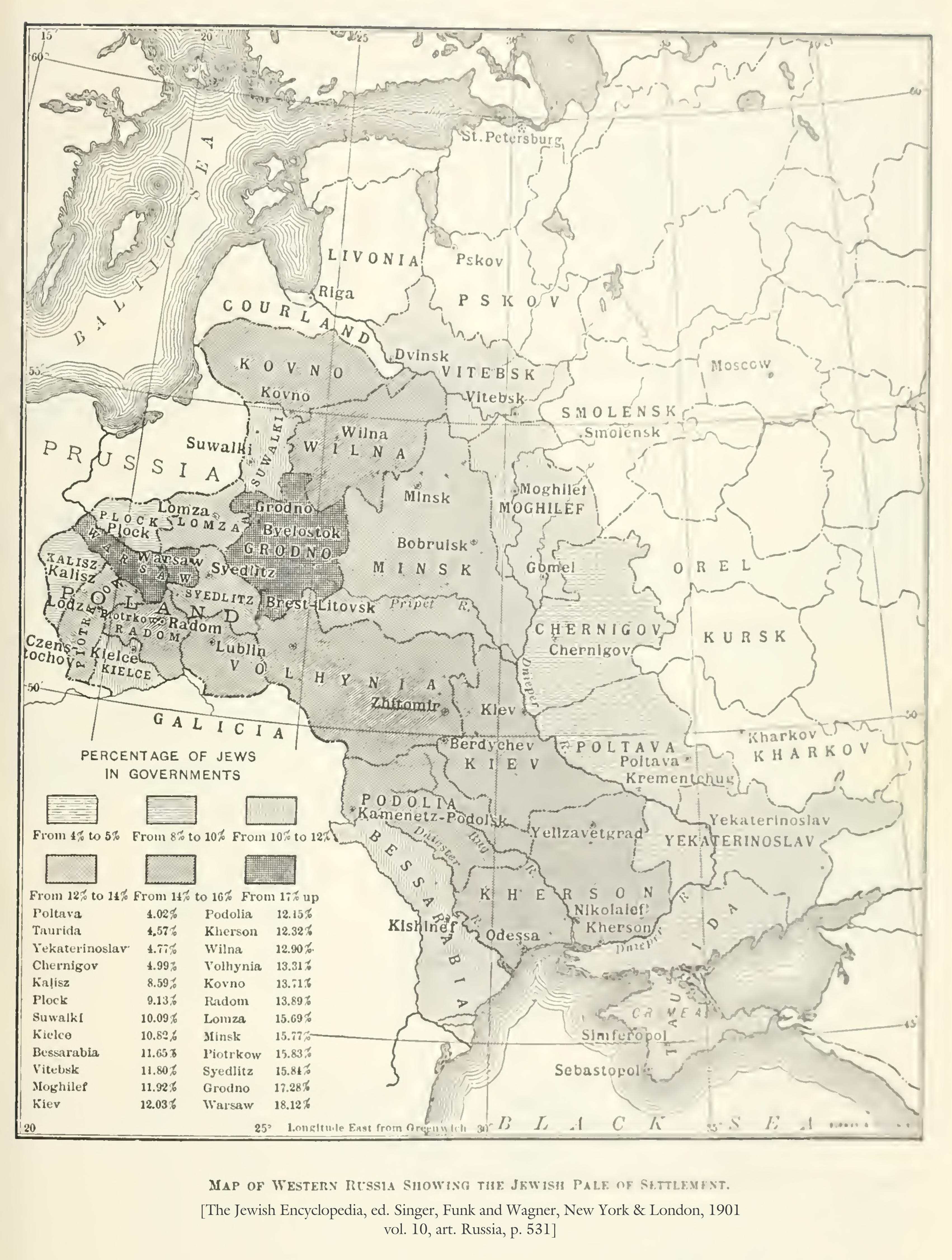
Bosättningsområdet för judar i Kejsardömet Ryssland (röd linje) och den ryska lydstaten Kongresspolen. Karta från Jewish Encyclopedia 1901-06. Markeringarna anger den judiska befolkningen i procent av hela befolkningen i varje oblast. Det ljusaste betyder omkring 5 %, det mörkaste över 17 %.

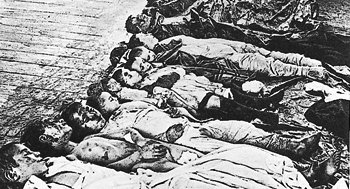
Några av de 67 offren för pogromen i Yekaterinoslav 1905

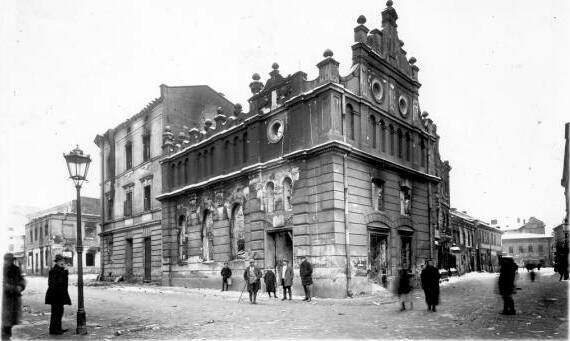
Det judiska kvarteret i Lwów (nu Lviv) efter pogromen 1918

Katarina den stora tillät först judarna att bosätta sig i flera av kejsardömets städer, men från 1791 var judar under en tid förbjudna att bo i flera städer samt förbjudna att arbeta inom handeln och äga fast egendom. Kort därefter blev Lillryssland en del av det ryska imperiet. Det som i dag utgör Ukraina låg till stor del i det judiska bosättningsområdet i Kejsardömet Ryssland, som sträckte sig som en bred korridor från Östersjön i norr till Svarta havet i söder. Endast med särskilda tillstånd kunde judar bo och verka utanför området. De judiska församlingarna började på 1800-talet åter att blomstra och många städer fick judiska skolor och synagogor. De hade en särskilt stark närvaro i kommersiella centra som Odessa, Krementjuk och Berdytjiv. År 1817 var det 30% av fabrikerna i Lillryssland och Nya Ryssland, det som i dag utgör största delen av Ukraina, som ägdes av judarna. Det judiska bosättningsområdet existerade fram till 1915.

### Pogromerna på 1800- och 1900-talet

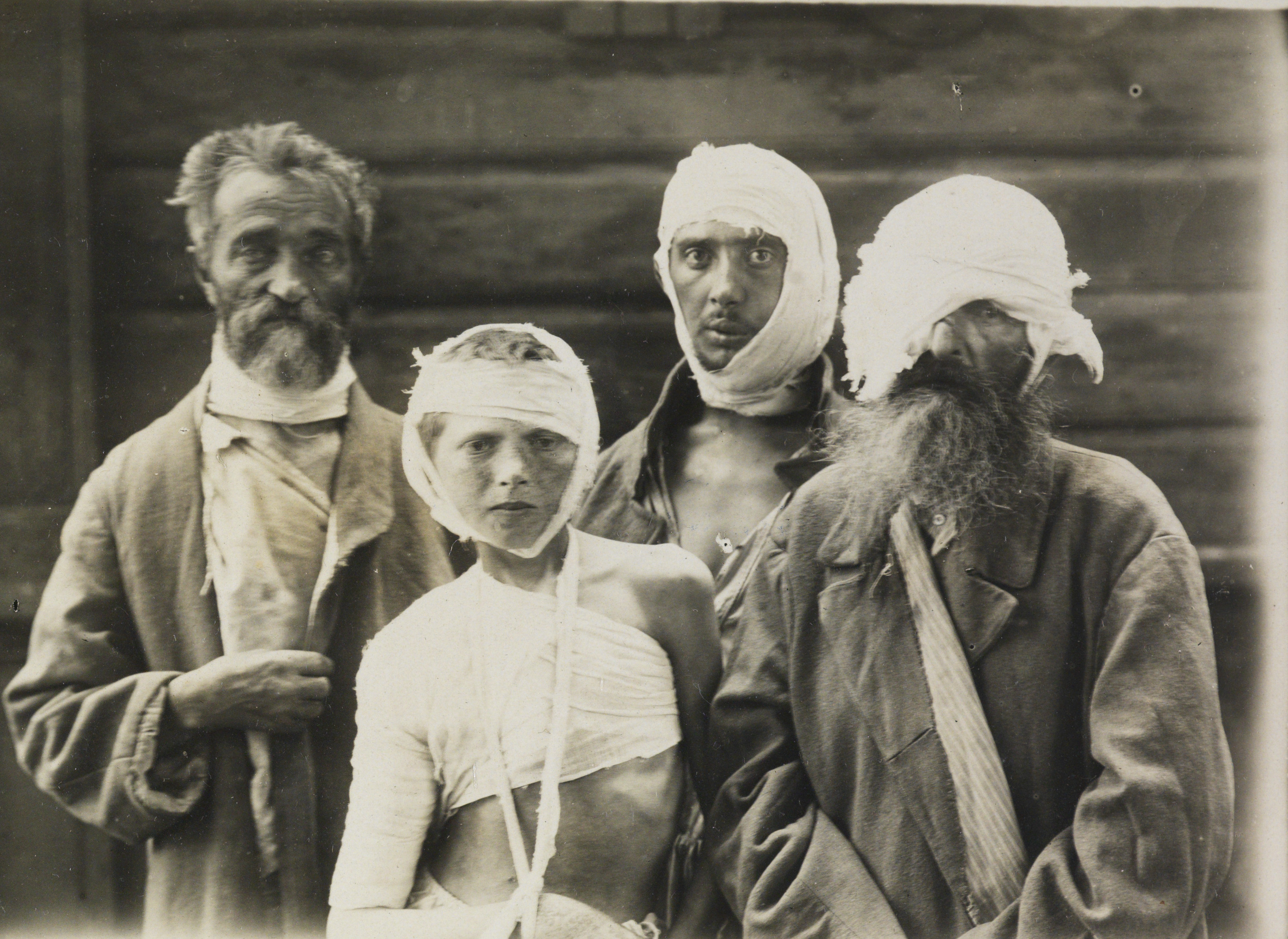
Skadade judar från en pogrom i Chodorkiv 1919.

Den första pogromen i kejsardömet Ryssland anses antingen vara oroligheterna i Odessa 1821 efter den grekisk-ortodoxa patriarken Gregorius Vs brutala avrättning, då 14 av stadens judar mördades, eller de antijudiska upplopp som ägde rum i Odessa 1859. Båda pogromerna utfördes av Odessas etniska greker.
I Odessa inträffade större pogromer åter år 1871, 1881, 1886 och 1905.
Tsar Nikolaj I (1825–1855) inkallade judiska pojkar i 12-årsåldern till 25 års militärtjänst och förbjöd traditionell judisk klädsel.
Under Alexander II infördes reformer som skulle underlätta judarnas integrering i det ryska samhället. Efter att tsaren omkom 1881 i ett bombattentat fick dock judarna skulden. Under 1880-talet kom det nya lagar som försvårade livet för judarna.  Det medförde att de ryska myndigheterna började utvisning av judar från Kiev år 1886 och judarna i hela bosättningsområdet drabbades av statligt sanktionerade pogromer som varade i drygt två år, 1891–1894. Judar misshandlades och dödades, judiska hem plundrades och byggnader sattes i brand. En ytterligare och mycket blodigare våg av pogromer kom 1903–1906, som tog upp till 2 500 judars liv och lämnade ännu fler skadade. 1905 genomfördes under några oktoberdagar 609 pogromer i 28 statligt administrerade områden och flera hundra städer.  De största antalet pogromer registrerades i guvernementet Tjernigov nordost om Kiev. Pogromerna tog 800 judiska liv, 400 dödades i Odessa och mer än 1600 judiska egendomar blev ödelagda, 67 dödades i Jekaterinoslav 30 och i Simferopol - över 40. Pogromerna fortsatte 1906.

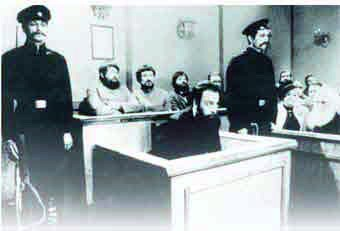
Beilis vid rättegången i Kiev 1913.

Historiker som Edvard Radzinskij menar att flera av pogromerna initierades av de styrande i landet understödda av den hemliga polisen Ochranan. Polis och militär tillhörde förövarna, men många pogromer startade spontant. Förföljelser och trakasserier ledde till att där fram till första världskriget utvandrade drygt 1,5 miljoner ryska judar. 
Runt sekelskiftet hade det som i dag er Ukraina världens största judiska befolkning med cirka 3 miljoner, vilket motsvarade 30 procent av områdets befolkningen. De ständiga och dramatiska pogromerna och förföljelserna ledde till stor judisk emigration, särskilt till USA. Under åren 1880–1914 växte till exempel den judiska befolkningen i New York från 60 000 till 1,5 miljoner. I Brooklyn blev en hel stadsdel kallad Little Odessa.

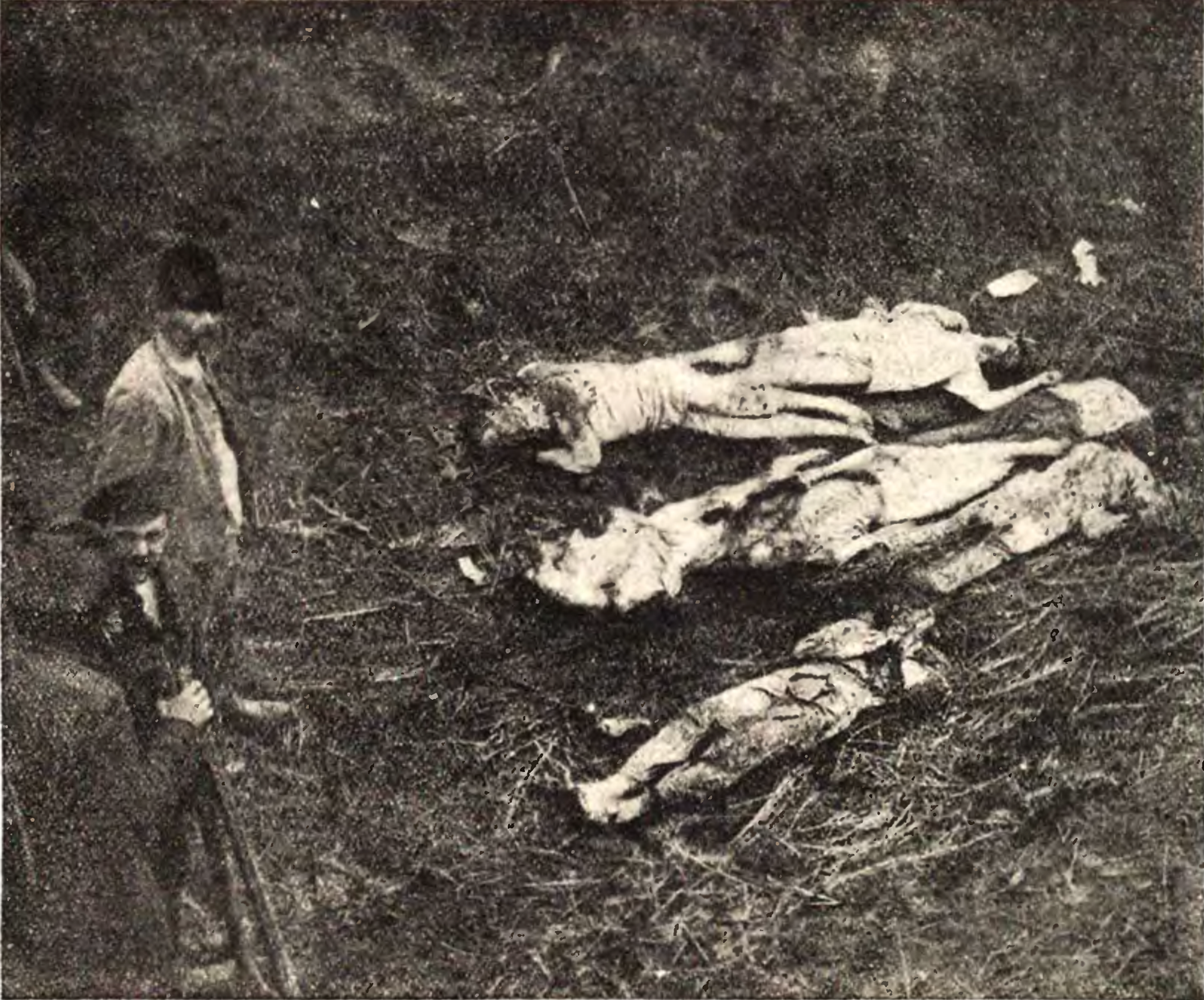
850 av Tjerkassys judar massakrerades i pogromerna 30 april och 16–21 maj 1919.

År 1913 hölls en rättegång i Kiev mot en 39-årig ukrainsk jude vid namn Menachem Mendel Bejlis, vilken anklagades för att ha mördat den 13-årige kristna pojken Andrei Yushchinsky i syfte att använda dennes blod för att genomföra rituell bakning av matzos till den judiska påsken (Pesach). Bejlis satt fängslad i två år innan han frikändes. Rättsprocessen väckte stort uppseende både i och utanför Ryssland.
Judarna drabbades hårt under inbördeskriget i Ryssland (1917–1921). I början av 1917 blev Torahn förbjuden och myndigheterna begränsade rabbinernas aktiviteter och den judiska undervisningen. Många judar massakrerades i pogromer av hetmanen Nikifor Grigorjevs soldater från Symon Petljuras Ukrainska folkrepublikens armé. Många blev också dödade av Anton Denikins vita armé. Inbördeskrigets våld mot judar medverkade till en ny emigration av judar.

### Sionismen och den ryska judeutvandringen till Palestina
Under 1800-talet påbörjade den ryska utvandringen till Palestina. Leo Pinsker, läkare i Odessa, publicerade 1882 Autoemancipation där han hävdade att judarna behövde bli ett självständigt folk i en egen stat. Samma år flyttade 25 studenter från universitetet i Charkov till Palestina där de grundande en jordbrukskoloni, Rishon LeZion. 1878 hade den första jordbrukskolonin, Petah Tikva, bildats. Pionjärerna hade stora svårigheter i början men fick ekonomiskt stöd av den rike baron Edmond Rothschild i Paris. Denna period brukar kallas den första aliyan då ryska och jemenistiska judar kom till Palestina och grundade flera av dagens israeliska städer. Pogromerna i Ryssland gjorde att många judar började utvandrade till Palestina. Under den andra aliyan som varade fram till första världskriget kom många judar från Ryssland för att omsätta sina socialistiska ideal i praktiken. 1909 grundades den första kibbutzen, Degania, och samma år staden Tel Aviv.. Flera av de ukrainsk-födda ryska judar som utvandrade till Palestina fick ledande politiska positioner i Staten Israel; Moshe Sharett, Levi Eshkol och Golda Meir var Israels premiärminister och Yitzhak Ben-Zvi samt Ephraim Katzir var Israels president.
Den revisionistiska sionismen formades under intryck av judarnas situation i centraleuropa, särskilt i Polen och Ukraina där nationella rörelser framhävde betydelsen av att tillhöra det polska eller det ukrainska folket, och kom att förespråka en judisk nationalism byggd på nationell ära och kollektiv självkänsla, mot omvärlden en yttre aggressivitet men inåt präglad av inre osäkerhet. Dess förgrundsfigur är Zeev Jabotinsky som 1910 menade: "Dum är den människa som litar på sin granne, hur god och kärleksfull han än må vara; dum är den människa som litar till rättvisa. Rättvisa existerar bara för dem som har nävar och envishet nog att förverkliga den." Jabotinsky grundade på 1920-talet ungdomsrörelsen Betar Movement och blev en massrörelse där judiska ungdomar fick marschera i bruna uniformer och genomgå militära träningsläger.

### Jesustroende judar
I Odessa uppstod 1882 gruppen ”Det nya Israel” under ledning av Jakob Priluker. Han ville bygga en bro mellan Jesustroende judar och kristna kyrkan. Han valde därför söndag framför lördag som gudstjänstdag, och avvisade judarnas förpliktelse att följa de rituella föreskrifterna. På det sättet hoppades han också på att få samma rättigheter som andra kristna, av de ryska myndigheterna. Priluker emigrerade till England 1891 och blev protestant, och rörelsen upplöstes efter hand.
I staden Jelizavetgrad (nu Kropyvnytskyj) fanns ”Den andliga bibliska brodergemenskapen” ett jordbruksgemenskap av Jesustroende judar. De avvisade den talmudiska judendomen, men brist på uppslutning samt press från myndigheterna ledde till att deras ledare Jakob Gordin emigrerade till USA 1891 tillsammans med 60 av församlingens medlemmar.
Det finns idag flera messianska församlingar och grupper i Ukraina. En av de största i världen är Kiev Jewish Messianic Congregation, grundad 1995 under ledning av Borys Grysenko, som kommer från en judisk familj, där hans oldefar var en erkänd rabbin. Församlingen har mer än 1 000 medlemmar Grysenko kommer själv från en judisk familj, där hans oldefar var en erkänd rabbin.

## Juderna i Galicien och Bukovina
Galicien och Bukovina, i den sydvästliga delen av dagens Ukraina, lydde under Habsburgska riket på 1800-talet. Här var situationen annorlunda. 1868 blev judarna tilldelade samma rättigheter som resten av befolkningen. Judarna utgjorde mer än 10% av befolkningen, och 60% av judarna sysslade med handelsverksamhet, och hade ofta höga positioner i samhällslivet.

## Revolutionen
Det nationella rådet för Ukraina, som etablerades efter Kejsardömet Rysslands fall 1917, införde inre självstyrelse för de olika etniska grupperna, inklusive judarna. Jiddisch blev åter ett officiellt språk.

## Judarnas historia i Ukrainska SSR
Efter bolsjevikerna kom till magten blev del gamla lagar återinförd, samtidigt som bolsjevikerna, med stöd från tongivande judiska grupper, var starkt kritiska till nationalrådets beslut om en självständig ukrainsk republik. Men i denna fråga var judarna splittrade. 
Mellan sekelskiftet och 1917 fanns i Ryssland högerextrema grupper, som bedrev skräckpropaganda och hävdade att judarna skulle orsaka Rysslands undergång. Judar var före revolutionen utestängda från en karriär inom armén och förvaltningen och fick enbart bo inom det judiska bosättningsområdet. Dessa restriktioner avskaffades av Rysslands provisoriska regering. Därmed sammanföll den judiska emancipationen med katastroferna i kölvattnet efter oktoberrevolutionen med miljontals döda i svält, inbördeskrig och bolsjevikernas röda terror. Då det uppfattades som judarna var den enda grupp som dragit fördel av revolutionen, drog man felaktigt slutsatsen att judarna var ansvariga för den.
Inbördeskriget kom att spela en central roll för antisemitismens tillväxt. Initialt var den vita armén utan större öppen antisemitism, vilket ändrade sig dramatiskt under vintern 1918–1919 i samband med början av den röda terrorn, som kom att skyllas på judarna. Detta berodde bl.a. på att judar spelade en framträdande roll i den sovjetisk säkerhets- och underrättelsetjänst Tjekan och att de inte drabbades av den röda terrorn i samma utsträckning som icke-judar. Den etniska fördelningen kom sig av att ryssar var svårare att rekrytera och att Lenin föredrog icke-ryssar, som judar, letter och armenier, i Tjekan.  I Ukraina under inbördeskriget kom medarbetare av judisk börd att antalsmässigt fullständigt dominera i Tjekan. Anton Denikin, general i den så småningom av antisemitism belastade södra vita armén, hävdar att när armén gick in i Ukraina 1919, så hade en rabiat antisemitism hela regionen i ett grepp, som omfattade hela befolkningen inkluderande intelligentian.  När de vita tolererade pogromer och uteslöt judar från administrationen, drevs judar i armarna på bolsjevikerna, vilket kom att rättfärdiga vidare förföljelser, Antalet offer för pogromerna mellan 1918 och 1920 har uppskattats till mellan 50 000 och 100 000. I alla avseenden, utom avsaknaden av en central organisation, föregrep pogromerna under ryska inbördeskriget Förintelsen och lämnade ett ödesdigert arv: likhetstecknet mellan kommunism och judendom.
Under sovjetrepublikens förste år nådde det judiska befolkningsantalet sin historisk sätt högsta nivå, Enligt folkräkningen fanns 1926 2 720 000 judar i Ukrainska SSR. Enligt folkräkningen bodde 60% av alla judar i sovjetrepublikens städer, medan det 1897 endast var 40%. Judar utgjorde majoriteten av befolkningen i städer som Zjitomir, Vinnitsa, Uman, Proskuriv, Volyn, Korosten, Ovrutj, och Berditjev. I dagens västra Ukraina levde enligt den polska folkräkningen 1921 en majoritet av judar i städer som Butjatj, Tjertkov, Zalischyky, Kowel, Drohobytj, Lutsk, Rovno, Stanislav och Tarnopol.
Bolsjevikerna införde restriktioner på frihandel och privat näringsverksamhet, något som särskilt drabbade judarna. Religiösa sammanslutningar och religiös undervisning blev förbjudna, och många synagogor stängdes. Målet var total assimilering av judar, men det uppstod också en hög grad av frihet. Judar som var för assimilering blev erbjudna positioner i den offentliga förvaltningen och i den kommunistiska partiapparaten, och var ofta bland de starkaste kritikerna mot den sionistiska rörelsen.
Stalins antisemitism var mindre uttalad men drabbade ändå många. Som exempel kan nämnas återkommande utrensningar av judar som år 1939 i samband med avtalet med Hitler (Molotov-Ribbentroppakten), mord och fängslanden av medlemmar i den Judiska Antifascistiska Kommittén på 1940-talet, doktorernas konspiration 1952 och planer på judisk autonom region i östra Sibirien ("Judiska autonoma länet").
Tusentals judar blev under Stalin fråntagna sina ställningar, falska anklagelser framfördes, ofta med dödsstraff som följd. De flesta synagogor stängdes. Under perioden 1945–1992 var Podil synagogan den enda öppna synagogan i Kiev, men här blev huvudingången stängd och fasaden omgjord till att likna ett vanligt herrgårdshus i Podil.

### De judiska bolsjevikerna
Före revolutionen fanns det i de judiska kretsarna en mycket begränsad sympati för bolsjevikerna och en genomgång av kommunistpartiets medlemskadrer 1922 visade att färre än 1000 judar hade gått med i partiet före 1917.
Den judiska befolkningen stod däremot för en stor andel av bolsjevikerna i Ukrainska SSR, år 1922 var cirka 13,6% medlem i kommunistpartiet. 15,5% av delegater till kongressen i den ukrainska sovjet år 1921 och 1922 var av judiskt ursprung.
Flera judar från Ukrainska SSR fick ledande positioner i Sovjetunionen. En av ledande sovjetiska funktionärer av judiskt ursprung var den sekulariserade Lev Trotskij som var socialdemokratisk ledare för Ryska revolutionen 1905 och blev bolsjevik efter februarirevolutionen 1917. Han var tillsammans med Vladimir Lenin en av de främsta ledarna för oktoberrevolutionen och blev folkkommissarie för utrikes ärenden (utrikesminister) i den sovjetryska regeringen ("Folkkommissariernas råd") 1917–1918.  En kraftmätningen om makten efter Lenins död slutade med att Stalin segrade och att Trotskij uteslöts ur partiet 1927 och utvisades från Sovjetunionen 1929. Han blev mördad i exil i Mexiko 1940. 
En annan var Grigorij Zinovjev var en av de främsta ledarna för bolsjevikpartiet. Efter oktoberrevolutionen 1917 innehade han flera höga politiska poster, bland annat var han ordförande för sovjeten i Petrograd och ordförande för Kommunistiska internationalen. Han avrättades 1936 GRU tillsammans genom nackskott efter att under Moskvarättegångarna ha blivit dömd för att ha medverkat i konspiration mot Sovjetunionen.
En tredje av ledande sovjetiska funktionärer av judiskt ursprung från mitten av 1920-talet var Lazar Kaganovitj, som var förste sekreterare i kommunistpartiet i Ukraina 1925–1926, och en av de närmaste anhängarna till Stalin. Han stödde också tanken på fullständig kollektivisering. En del främst ukrainska historiker hävdar att Kaganovich var ansvarig för folkmord av det ukrainska folket under hungersnöden 1932–1933.

### Andra världskriget
(Krim tillhörde då Ryska SFSR)

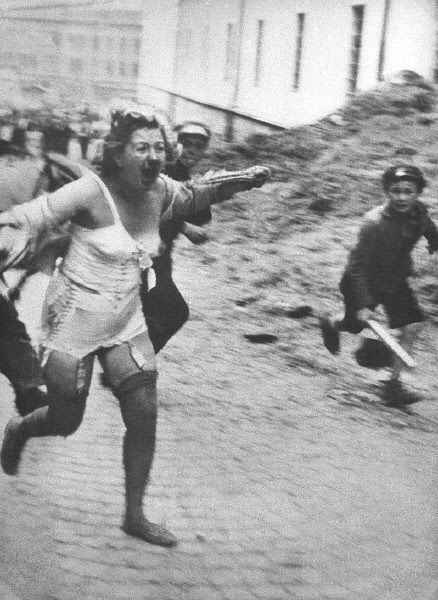
Under Lvivpogromen 1941 mördade lokala ukrainska nationalister runt 5500 judar.

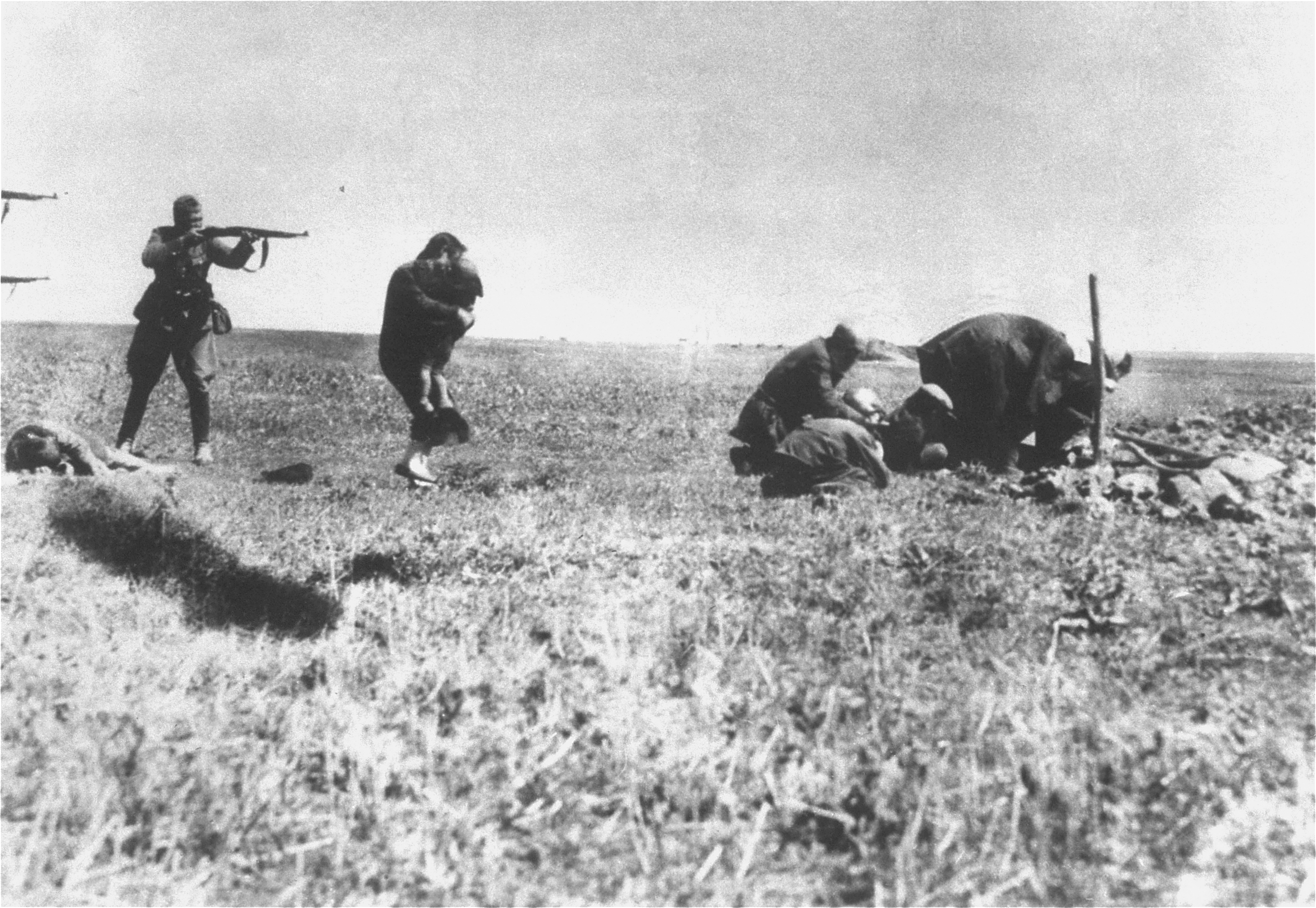
En soldat siktar på en kvinna och hennes barn i Ivangorod år 1942.

Under andra världskriget utsattes den judiska befolkningen för de tyska SS-Einsatzgrupperna och ukrainska nationalisters massmord och massakrer. Antalet judiska offer beräknas uppgå till mellan 850 000 och 900 000. Andra historiker och forskare, till exempel Ray Brandon och Wendy Lower, menar, att omkring 1 500 000 ukrainska judar mördades. Värst drabbades judarna i västra Ukraina, där endast 2 % (17 000) överlevde. Förintelsen i Ukraina skedde i huvudsak genom massarkebuseringar. Den tyska ockupationsmakten var i Ukraina inte i stånd att uppföra stationära förintelseläger där offren kunde gasas ihjäl. Detta berodde på att fronten låg alltför nära. Det ukrainska järnvägsnätet var inte lämpat för omfattande transporter till redan befintliga förintelseläger i till exempel Generalguvernementet. Förintelsen i bland annat Ukraina har därför internationellt fått benämningen "The Holocaust by Bullets". Från september 1941 till november 1943 fanns Janovska, ett nazistiskt tvångsarbets- och koncentrationsläger i utkanten av Lviv (Lemberg). Tusentals judar från Lvivs getto tvingades arbeta som slavarbetare i detta läger. När Lvivs getto likviderades av nazisterna, fördes arbetsdugliga judar till Janovska, medan de övriga deporterades till Bełżec för gasning.
När Wehrmacht invaderade Ukraina i juni 1941 fanns det tusentals judar i sovjetrepublikens västra delar; dessa judar hade flytt från Polen i samband med Nazitysklands invasion i september 1939. En del av de polska judar, som vid den här tiden befann sig på ukrainsk mark, lyckades att fly längre österut men de flesta spårades upp och dödades.
Uppmuntrad av de tyska trupperna mördade lokala ukrainska nationalister runt 5 500 judar under den andra Lvivpogromen 25–27 juli 1941, också känd som "Petljuradagarna", efter nationalisternas mördade ledare Symon Petljura. Under de tre dagarna blev även flera tusende judar skadat. Petljuras styrelsesätt under Ukrainska folkrepublikens tid färgades av ukrainskt nationellt patos. Detta var förknippat med antisemitism och pogromer där cirka 200 000 judar i Ukraina mördades av ukrainska nationalister.
Den 22 augusti 1941 beordrades en trupp ur SS-Standartenführer Paul Blobels Sonderkommando 4a att i Bila Tserkva avrätta omkring 90 judiska barn genom arkebusering.

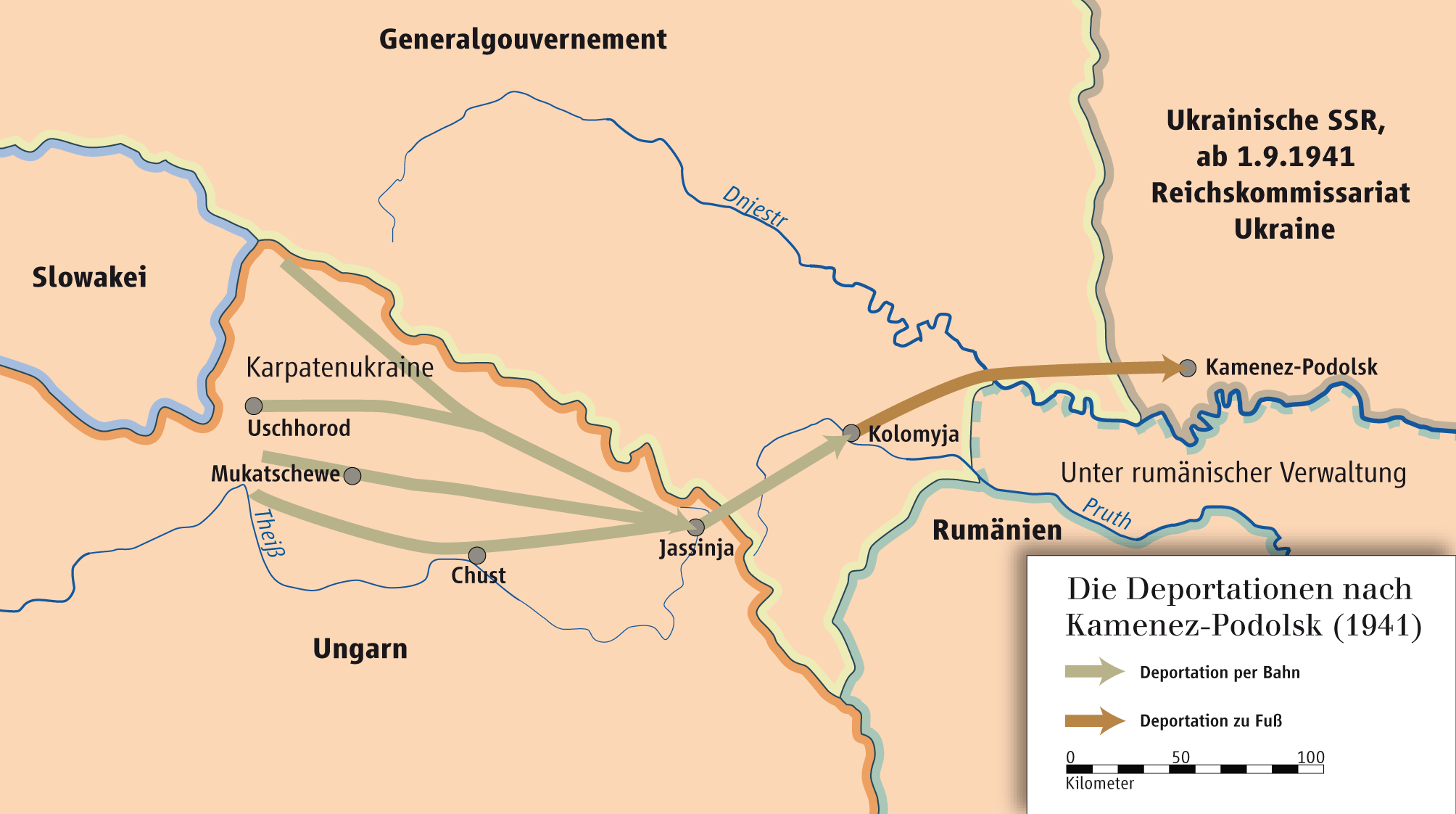
Karta som visar deportationerna av judar från Ungern till Kamjanets-Podilskyj i Ukraina.

Vid massakern i Kamjanets-Podilskyj i västra Ukraina den 27–30 augusti 1941 dödades omkring 23 600 judar, varav 14 000–15 000 deporterade från Ungern. De sköts ihjäl i ett skogsområde utanför staden. Förövare var 320:e bataljonen vid Ordnungspolizei och högre SS- och polischefen Friedrich Jeckelns personliga stabskompani (Stabskompanie), tillhörigt Einsatzgruppe C. Massakern utfördes på order av bland andra Ungerns premiärminister László Bárdossy och utgjorde ett preludium till förintelsen i Ungern.

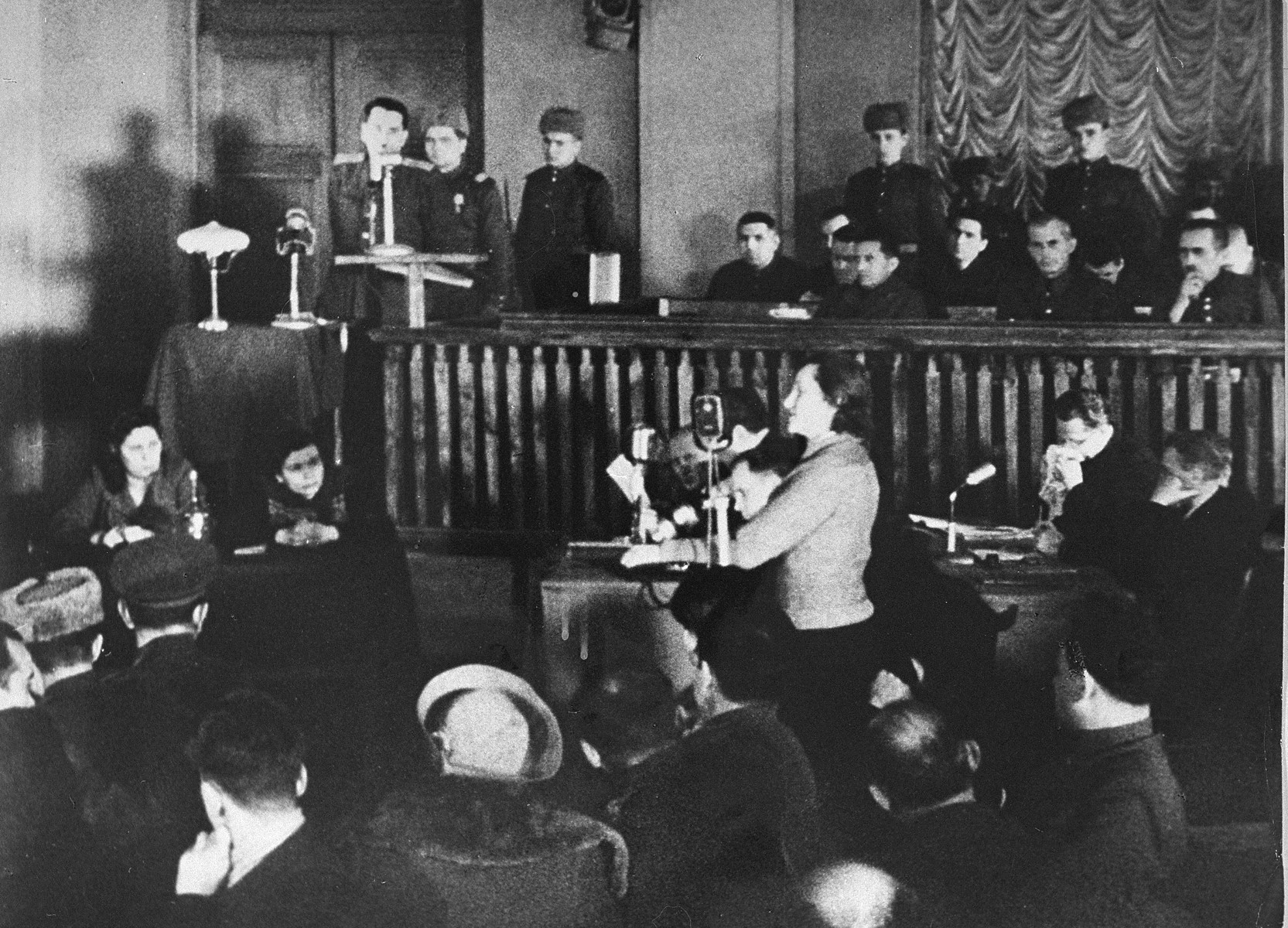
Dina Pronitjeva vittnar vid rättegången 1946.

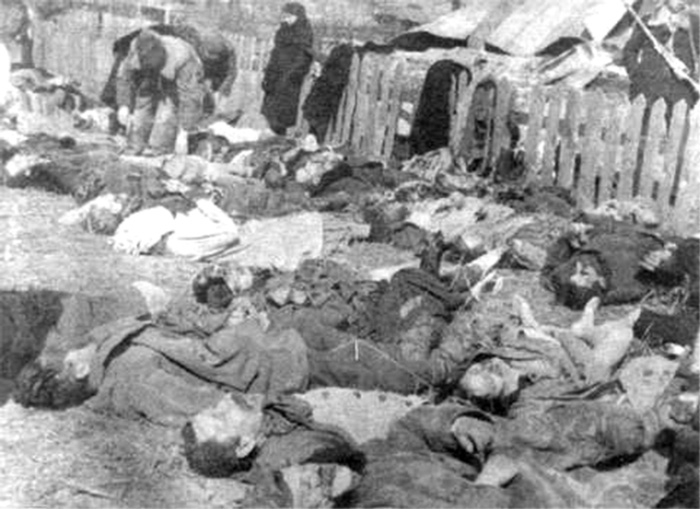
Offer för en massaker som begåtts av ONU:s militära gren UPA i Volynien i dåvarande Polen (nu Ukraina), 1943.

En månad senare ägde en omfattande massaker rum i Babij Jar i utkanten av Kiev. Det var platsen för flera massavrättningar. Totalt beräknas mer än 100 000 människor ha mördats i Babij Jar. Den mest kända massakern i Babij Jar ägde rum den 29 och 30 september 1941, då 33 771 judar från Kiev nakna sköts ihjäl med maskingevär. Staden hade innan massakern runt 50 000 judar kvar, huvudsakligen äldre män, kvinnor och barn. Denna massaker underlättades av 6. Armee under generalfältmarskalk Walter von Reichenaus befäl. Delaktiga i massmorden var även trupper ur Wehrmacht, Geheime Feldpolizei, Ordnungspolizei samt ukrainska milismän. Offren  begravdes i ravinen. Deras tillhörigheter delades ut till befolkningen i Kiev. Det är känt att 29 personer undkom massmordet, varav en var den unga skådespelerskan Dina Pronitjeva (1911–1977) som vittnade vid rättegången 1946.
Det skulle därför ta många år innan man kom fram till ett erkännande och ett minnesmärke blev rest vid ravinen. Före andra världskriget fanns det sammanlagt 136 synagogor i Kiev. Endast fem av dem är verksamma i dag.
I Vinniza uppstod inga spontana antijudiska förföljelser sedan tyskarna tagit över staden, till skillnad mot vad som hände på många ställen i västra Ukraina. De flesta judar i staden hade inte evakuerats, varför de samlades upp av tyska specialtrupper. De flesta blev avrättade den 22 september 1941, och större delen av de återstående judarna i april 1942. Sammanlagt blev drygt 15 000 av stadens judar avrättat.
Hans-Adolf Prützmann och chefen för Ordnungspolizei i Ukraina, Otto von Oelhafen, organiserade mordet på den judiska befolkningen i Rovno. Den 7 och 8 november sköt tre enheter ur Ordnungspolizei och en enhet ur Einsatzkommando 5 (Einsatzgruppe C) ihjäl drygt 17 000 judar i Sosenki-skogen utanför Rivne.
I december 1941 mördade nazisterna här omkring 16 000 personer, främst judar i Drobitskij Jar, en ravin sydost om Charkiv.
Nazistiska Einsatzgruppe D under Otto Ohlendorf dödade under ockupationen av Krim omkring 130 000 personer, däribland samtliga judar (50 000 till 60 000) och romer på halvön, samt tiotusentals krimtatarer, och i april 1942 förklarades halvön vara ”judefri”.
Mellan augusti och november 1942 organiserade Prützmann massmord på judar i Volhynien, Ukraina, södra Ryssland och i distriktet Białystok. Heinrich Himmler rapporterade om detta till Adolf Hitler den 29 december 1942 och redogjorde för denne att 363 211 judar hade avrättats.
År 1942 inleddes Aktion 1005, som innebar att massgravarna i Ukraina (och Vitryssland) skulle öppnas. De mördades kroppar grävdes upp och brändes på stora likbål med järngaller. Från sommaren 1942 till hösten 1943 ägde detta uppdrag rum, under ledning av Standartenführer Paul Blobel, som hade fått uppdraget av Gestapo-chefen Heinrich Müller. Uppemot 1,5 miljoner judar ligger fortfarande i massgravar runtom i Ukraina, de flesta skjutna med nackskott liggande i lager på lager i gropar de ofta själva tvingades att gräva. En del av dessa massgravar är markerade, många inte alls. Nya upptäcks fortfarande. Ingen vet riktigt hur många som finns men minst 1200 har hittats.

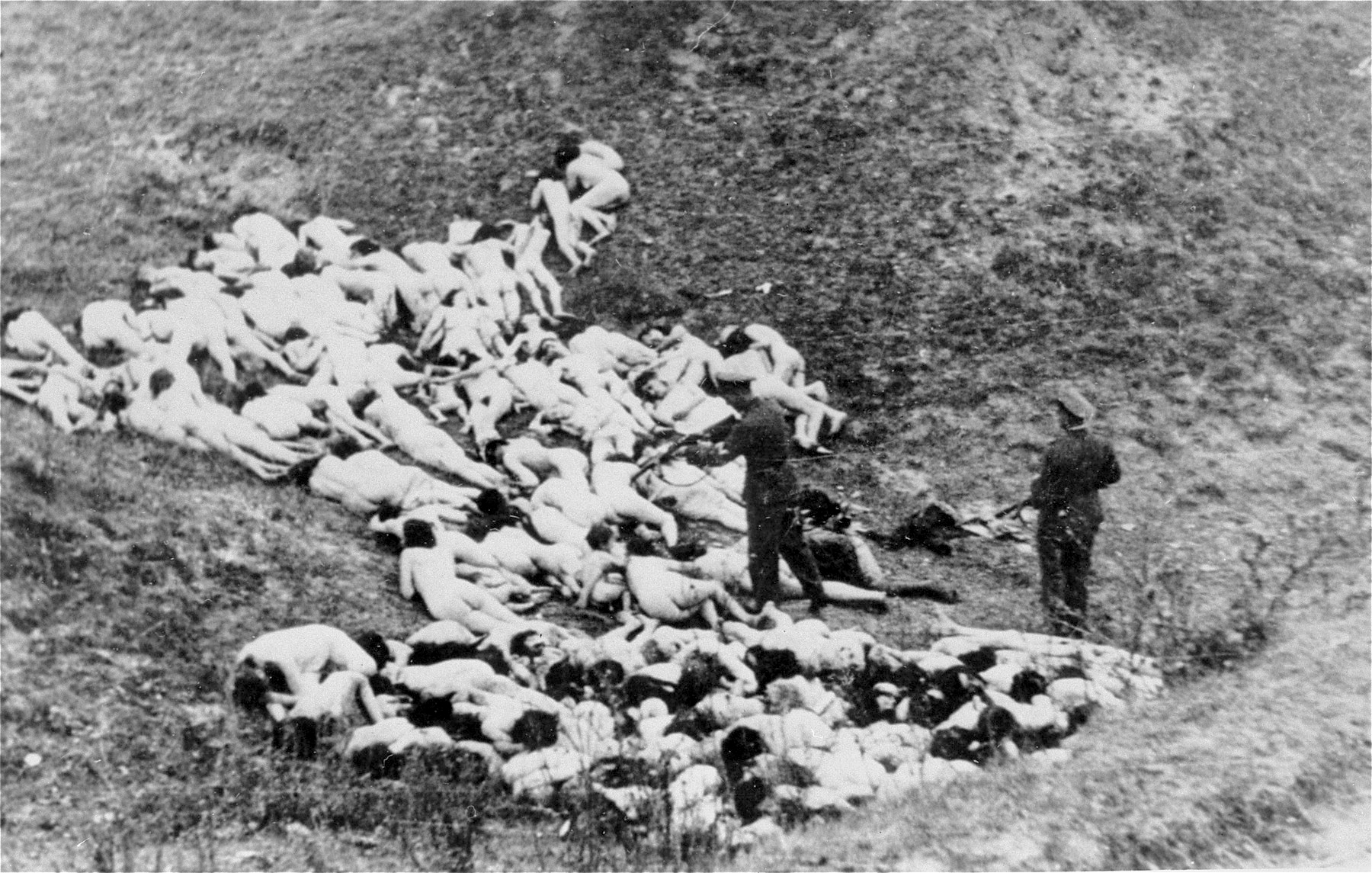
1 700 judar, varav många var kvinnor och barn, från gettot i Mizocz, fördes i oktober 1942 till en ravin utanför Rovno och sköts ihjäl av enheter ur Einsatzgruppe C och nationalistiska, ukrainska kollaboratörer.

Ukrainska nationalister reste sig mot den nazityska ockupationsmakten i Ukraina, men emellanåt kollaborerade de med nazisterna. UPA genomförde massiva etniska rensningar i det tyskockuperade Volynien och östra Galizien i hoppfull väntan på en självständig ukrainsk stat. Det var Stepan Banderas, Organisationen för ukrainska nationalister:s ordförande, uttryckliga önskan att samtliga icke-ukrainare (polacker, ryssar och judar) skulle rensas ut. I juli 1943 förövade UPA massakrer i 167 byar. Sammanlagt beräknas UPA under åren 1943 och 1944 ha mördat mellan 50 000 och 60 000 civilpersoner.
Under Prützmanns tid som Högre SS- och polischef i Ukraina stängdes ett flertal ukrainska judegetton, och dess invånare mördades. Ett av många exempel är gettot i Mizocz, som då var beläget i Rikskommissariatet Ukraina. I mitten av oktober 1942 fördes omkring 1 700 judar, varav många var kvinnor och barn, till en ravin utanför Rovno och sköts ihjäl av enheter ur Einsatzgruppe C och nationalistiska ukrainska kollaboratörer. En serie fotografier existerar från massakern; de visar bland annat hur kvinnor och barn tätt intill varandra väntar på att arkebuseras och hur tyska polismän delar ut nådaskott åt dem som inte omedelbart har dött.
Den tyska Wehrmacht medverkade vid flera massmord t.ex. i Berdytjiv, Chorol, Slavuta, Sjepetivka och Sudylkov.
Odessa som var den stad i Sovjetunionen med det högsta antalet judiska invånare belägrades av rumänska trupper i augusti 1941. Den 22 oktober detonerade en kraftig bomb i det rumänska militära högkvarteret; 67 personer dödades, bland andra den rumänske kommendanten Ion Glogojanu. Skulden för bombattentatet lades på judarna och bolsjevikerna och den rumänska vedergällningen inleddes samma dag. Omkring 19 000 judar fördes den 23 oktober till Odessas hamnområde och arkebuserades. Kropparna övergöts med bensin och brändes. Minst 20 000 judar blev bortförda till gettot Dalniki utkanten av Odessa, där de den följande dag antingen blev ihjäl skjutna eller inlåsta i lagerlokaler, som sedan tändes på. Händelsen har gått över i historien som Massakern i Odessa.

### Rättfärdig bland folken
2544 ukrainare som hjälpte judar att undfly krigets massakrer har av Yad Vashem hedrats med utmärkelsen "Rättfärdig bland folken".
Personer från Ukraina, vilka mottagit Rättfärdig bland folken:
- Oleksyj Hlaholjev
- Omjeljan Kovtj
- Klymentij Sjeptjtskyj
- Kateryna Sikorska
- Jurij Dmytrovyts Sokolov
- Henrich Ostasjevskyj

### Efterkrigstidens Sovjetunionen
Efter 1971 lämnade många judar Ukrainska SSR och utvandrade till USA och Israel, även om det under några perioder var förbjudet att lämna landet. Denna emigrationsvåg öokade på 1980-talet. 1983 grundades organisationen International Fellowship of Christians and Jews av rabbinen Yechiel Eckstein. Organisationen har sitt säte i den amerikanska delstaten Illinois. Projektet att underlätta för ukrainska judar att emigrera till Israel kallas Freedom Flight. Den sovjetiska folkräkningen 1989 visade att 487 000 judar bodde i Ukrainska SSR. Den stora utvandringsvågen utlöstes då gränserna öppnades helt 1990, som följd av Glasnost.

## Efter Ukrainas självständighet

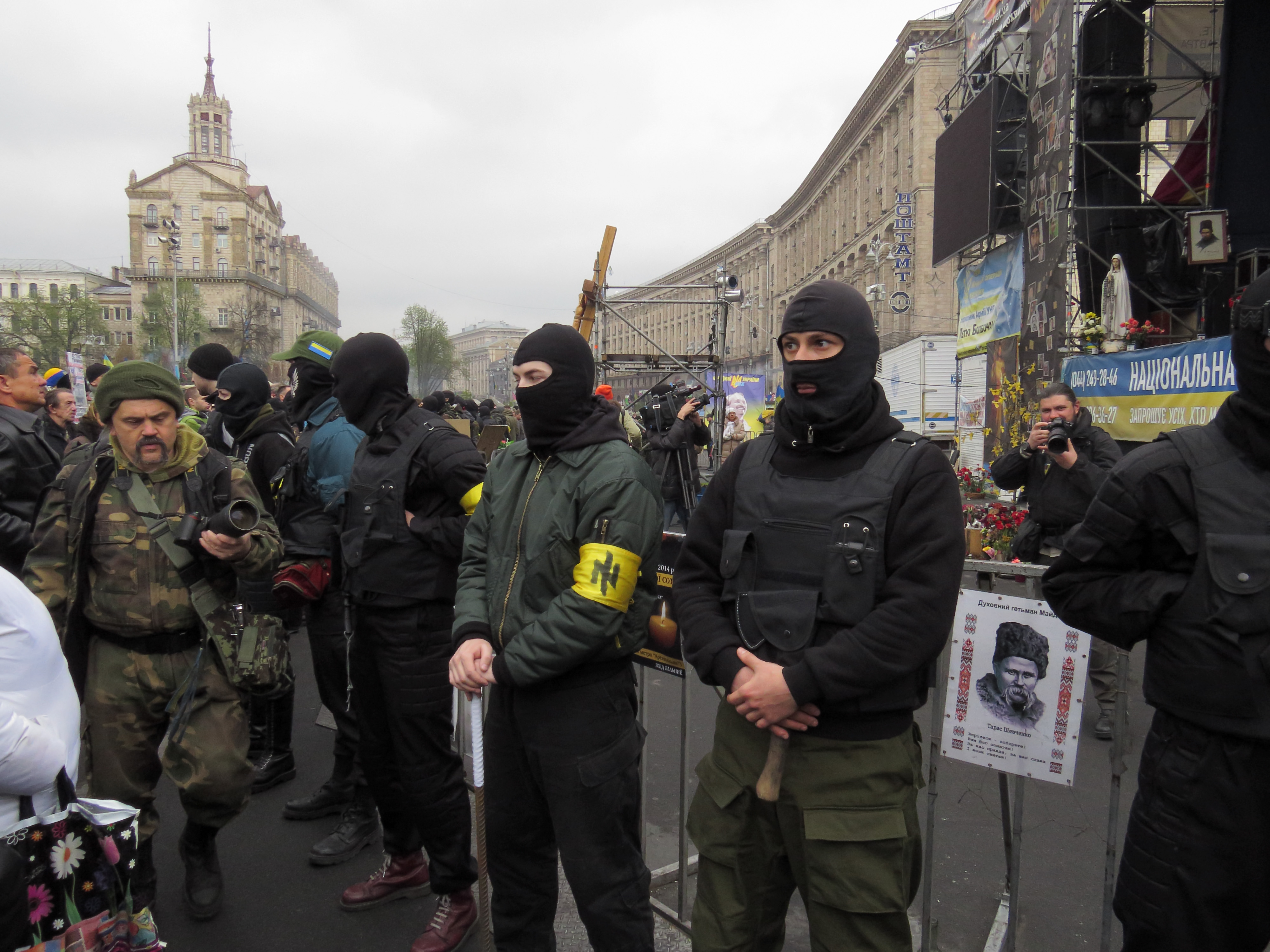
I samband med oroligheterna i Ukraina 2014 drabbade förföljelser och trakasserier åter den judiska befolkningen.

Efter Sovjetunionens kollaps grundades nya judiska kulturcentrar och judiska föreningar godkändes av myndigheterna. Judiska församlingar grundades och man invigde nya synagogor, likaså judiska skolor. Ett stort antal judar lämnade landet åren omedelbart efter Ukrainas självständighet, i synnerhet till Israel och USA som hade frikostiga visumbestämmelser för det forna Sovjetunions judar.  Enligt World Jewish Congress är det judiska samhället i Ukraina med 360 000-400 000 personer Europas tredje största och det femte största i världen. Majoriteten (83%) av de ukrainska judarna är rysktalande och den största andelen bor i Ukrainas största städer: Kiev 110 000, Dnipro 60 000, Odessa 45 000 och Charkiv 45 000. Under runt 25 år av ukrainsk självständighet har den judiska befolkningen i Ukraina minskat med mellan cirka 85 000 - 125 000 invånare. Nedgången efter andra världskriget och under Ukrainas självständighet beror inte bara på massutrotningen under holocaust och utvandring, utan också på låga födelsetal och blandäktenskap där den judiska identiteten överges.
Antisemitism har blommad upp igen efter Ukrainas självständighet. Judisk egendom har blivit attackerad och minnesmärken vandaliserade. Antisemitiska slagord har klottrats både på synagogor och andra judiska byggnader, och demonstrationer arrangerade av nynazistiska grupper har samlat stora skaror, utan nämnvärda protester samtidigt som förintelseförnekare har glorifierats.
Oroligheter bröt ut i september 1993 i Vinnytsia, där UNA-UNSO medlemmar attackerade den judiska borgmästaren Dmitrii Dvorkis kontor. Under samma period attackerades flera judiska borgmästare bland andra Odessas Eduard Gurwits och Donetsks Yukhym Zvyahilsky.
Antisemitismen har varit påtaglig från de nationalistiska högerpartiernas sida. Partiledaren för Svoboda (interimsregeringsparti 2014) Oleh Tiahnybok har gjort grova antisemitiska uttalanden, bland annat att Ukraina styrs av en ”moskovit-judisk” maffia och att det måste bli ett slut på ”kriminella aktiviteter av ukrainsk organiserad judenhet”. Det judiska Simon Wiesenthalcentret placerade 2013 partiledaren  Tiahnybok på femte plats på listan över världens värsta antisemiter.
Många judar lämnade Ukraina i samband med oroligheterna i Ukraina 2014 då förföljelser och trakasserier åter drabbade den judiska befolkningen.
I dagens Ukraina pågår en kulturell revolution och samtidigt delvis en historisk-kulturell revision. Ukraina ses som ett offer för rysk imperialism, såväl historiskt som i den konflikt som pågår idag. Det är ukrainsk kultur och det ukrainska språket som nu ska bygga den ukrainska identiteten. Ryska språket och rysk kultur får träda tillbaka vilket också innebär att andra minoriteters kultur hamnar ännu mer i skymundan. Ukrainas judiska historia och kultur befinner sig i raskt förfall. Den nazistiska skövlingen av Östeuropa och Förintelsen är naturligtvis orsaken till att hela shtetlkulturen försvann. Många synagogor brändes ned eller sprängdes i luften. En hel del har dock stått kvar men under den långa perioden under Sovjetunionen har de förfallit eller tagits i bruk för andra ändamål. Efter Ukrainas självständighet har förfallet fortsatt. I den mån synagogor och andra judiska byggnader har renoverats eller återuppförts har det så gott som uteslutande kunnat ske på utländska initiativ och med utländska finansiärer, alternativt judiska organisationer och samfund inom Ukraina. Den ukrainska staten har visat nära nog totalt ointresse. En passivitet som skulle kunna tolkas som ett brott enligt Raphaël Lemkins principer om kulturellt folkmord. En långsam kulturförstörelse av den med Ukraina så historiskt starkt förknippade judiska kulturen, som möjligen inte är avsiktlig men snarare handlar om ointresse från politisk håll.
Den politiska historierevisionism i Ukraina har pågått under några år. Statyer rivs och i dess ställe resas nya bland andra föreställande Stepan Bandera, gator döps om till Banderagatan eller andra namn förknippade med den nationalistiska rörelsen OUN och dess väpnade armé UPA, trots dessas brott under självständighetskampen och andra världskriget. Det är den här delen av självständighetskampen som förnekas av den ukrainska staten. Hjältenarrativet få enligt lagen inte ifrågasättas och i skolorna har historieundervisningen reviderats. I maj 2015 godkände president Porosjenko parlamentsbeslutet om ett lagpaket som innebar ett förbud mot kommunistiska och nazistiska symboler. Det innebar också att det blivit straffbart att förneka OUN-UPA och Stepan Bandera som ukrainska frihetskämpar. Denna nya linje orsakade 2016 en diplomatisk kris mellan Polen och Ukraina, eftersom Bandera, OUN, och UPA:s även ägnade sig åt etnisk rensning och massmord på polacker i regionen Volhynien under andra världskrigets andra hälft. Ukraina och ukrainarna vill förstås inte förknippas med massmördare och i synnerhet inte med Nazityskland. Till minne av Babij Jar-massakran hölls 2016 en stor ceremoni i Kiev. Den ukrainska staten arrangerade seminarier och filmvisningar och andra kringevenemang. Internationella gäster var inbjudna bland andra israeliska presidenten Reuven Rivlin, som i sitt tal i ukrainska parlamentet påminde om ukrainarna delaktighet. Han sa bland annat så här i sitt tal: “Many collaborators to the crimes were Ukrainians. And among them, the fighters of the OUN — who mocked the Jews, killed them, and in many cases handed them over to the Germans — particularly distinguished themselves.”
Ukraina fick 2016 sin första judiska premiärminister då Volodymyr Hrojsman övertog posten och 2019 blev Volodymyr Zelenskyj Ukrainas första judiska president. Landet blev därmed det första utanför Israel som har både en judisk president och en judisk premiärminister.

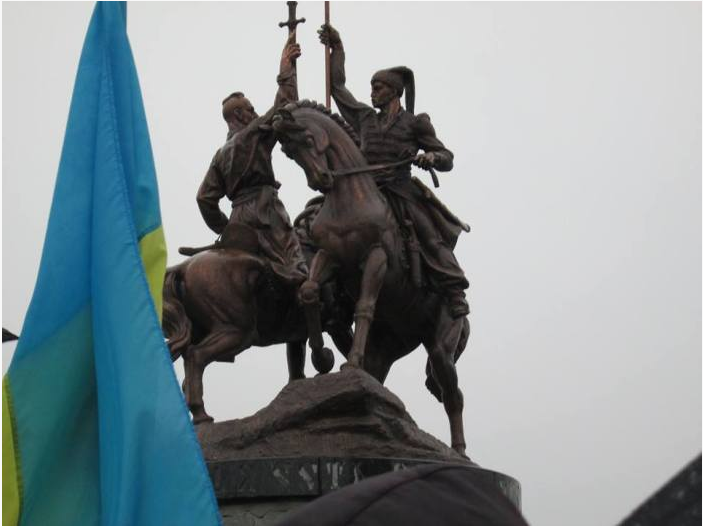
Monumentet i Uman som hedrar de två kosacklederna Maksym Zaliznjak och Ivan Gonta som bar ansvaret för en massaker på judar och polacker under Hajdamakupproret år 1768.

Uman har efter Ukrainas självständighet blivit en viktig pilgrimsort för ultraortodoxa chassidiska judar då rabbi Nachman av Breslov (1772–1810) är begraven där. Uppskattningsvis vallfärdar årligen över 30 000 chassidiska judar (och till 99 % män) av den breslovska inriktningen till hans grav vid tiden för det judiska nyåret, det vill säga i september eller oktober. De besökar staden för att följa den uppmaning som Rabbi Nachman gav sina anhängare kort innan han dog, nämligen att varje år fira nyåret vid hans grav. Många pilgrimer tillbringar en vecka med att be vid Rabbi Nachmans grav, men minst lika många kommer till staden för att festa, dansa och dricka. Efter Sovjetunionens fall har det byggts en stor synagoga för 1 500 människor, och strax intill finns en större synagoga som rymmer 4 500 människor. På samma plats reste lokala nationalister på 2010-talet ett monument som hedrar de två kosacklederna Maksym Zaliznjak och Ivan Gonta som bar ansvaret för en massaker på judar och polacker under Hajdamakupproret år 1768. Ekonomiskt behöver Uman sina turister som årligen spenderar motsvarande en kvarts miljon dollar men konflikter mellan stadens ukrainare och judar blir allt vanligare. En av synagogorna skändades vintern 2016/17 och ledaren för det lokala högerextrema Svoboda får gehör för sitt krav på ett "judefritt Uman".

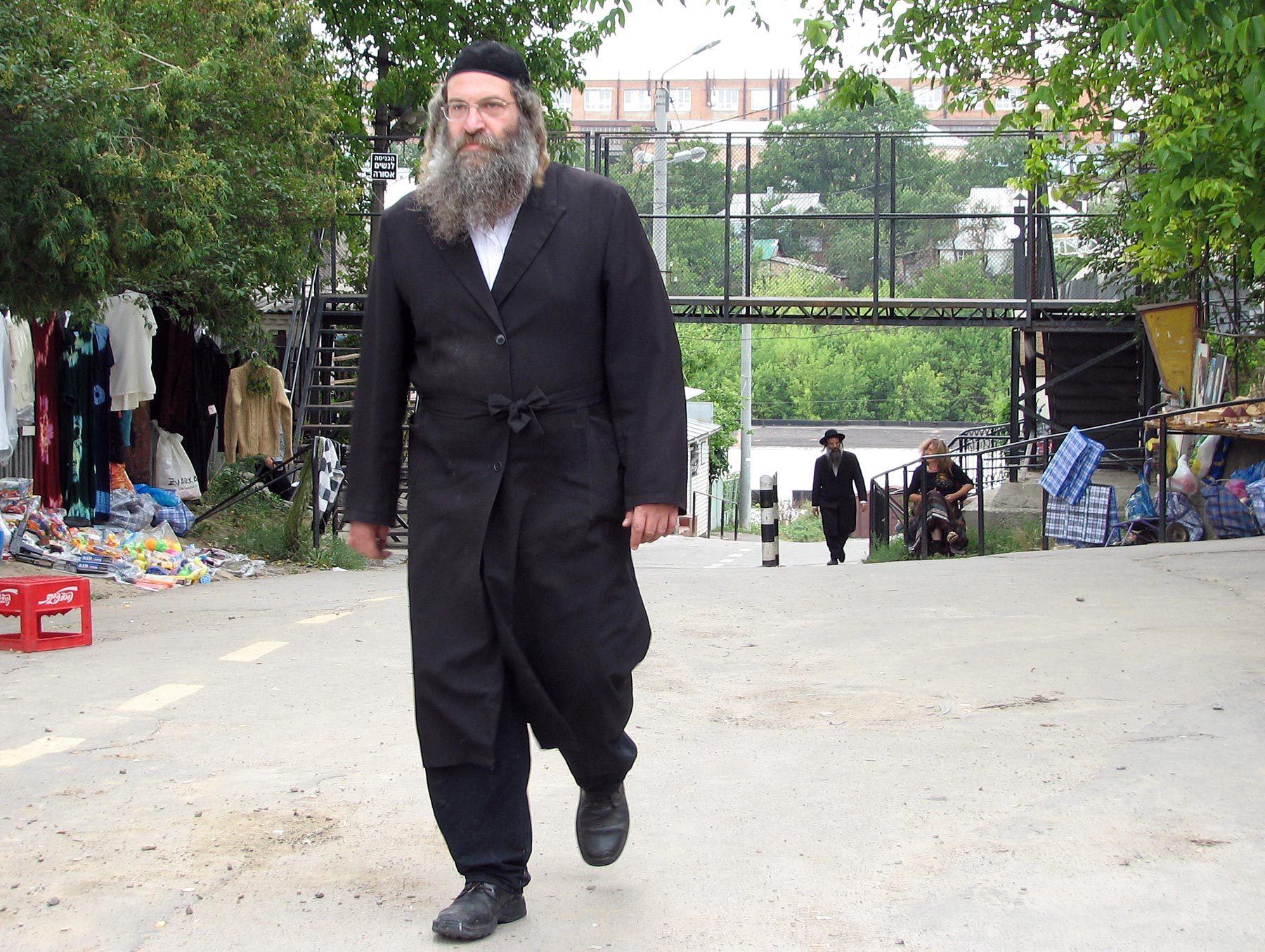
Chassidisk jude i närheten av rabbi Nachmans grav.
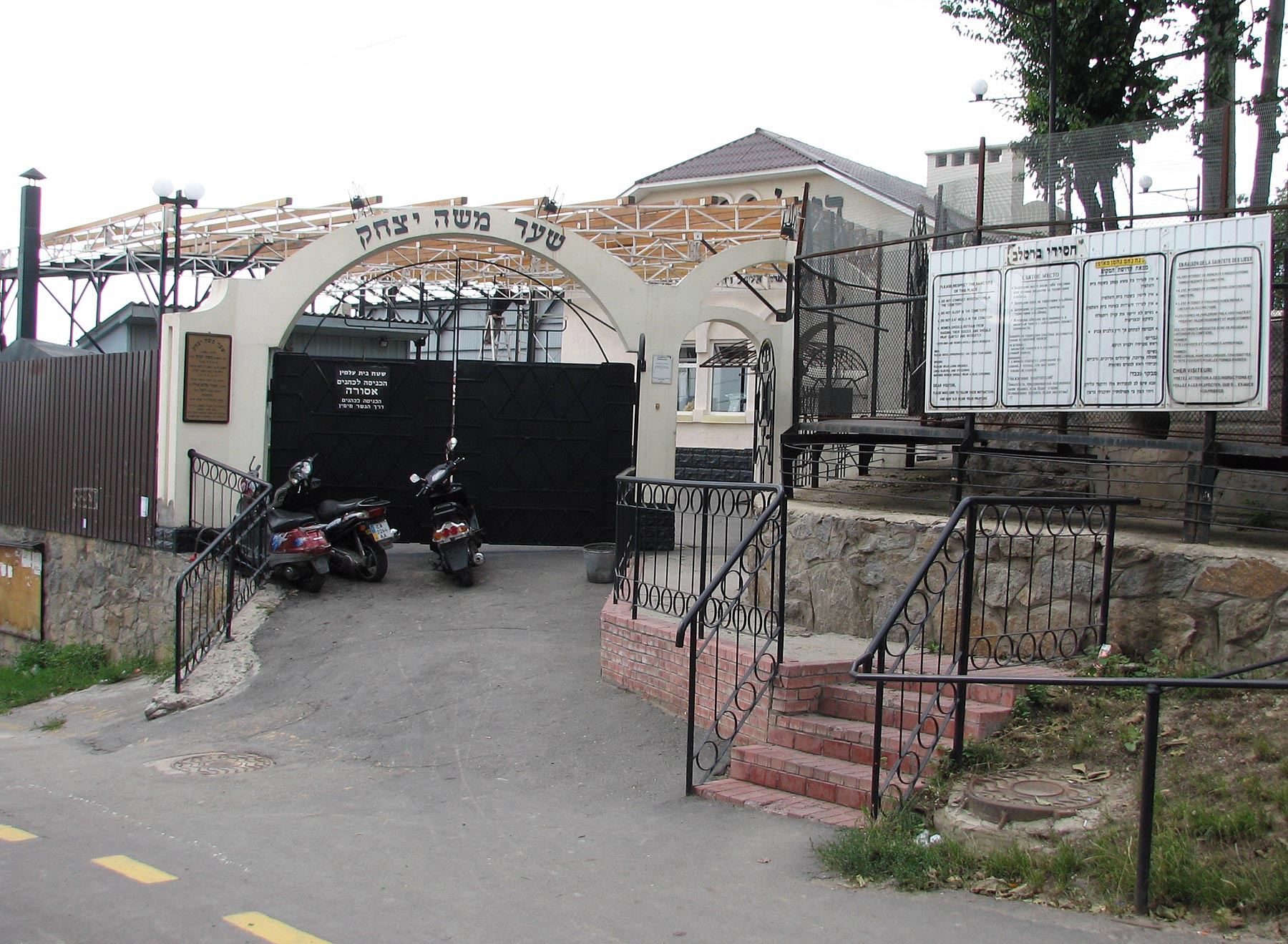
Ingången till den judiska begravningsplatsen och rabbi Nachmans grav.

## Den judiska befolkningsutvecklingen i Ukraina
I det som idag utgör Ukraina bodde:
- 1650: 40 000
- 1765: 300 000
- 1897: 268 000
- 1926: 2 720 000
- 1941: 2 700 000
- 1959: 840 446
- 1970: 777 406
- 1979: 634 420
- 1989: 487 555
- 2002: 100 000
- 2010: 71 500
- 2014: 67 000

## Lista över synagogor i Ukraina i urval

### Dnipro

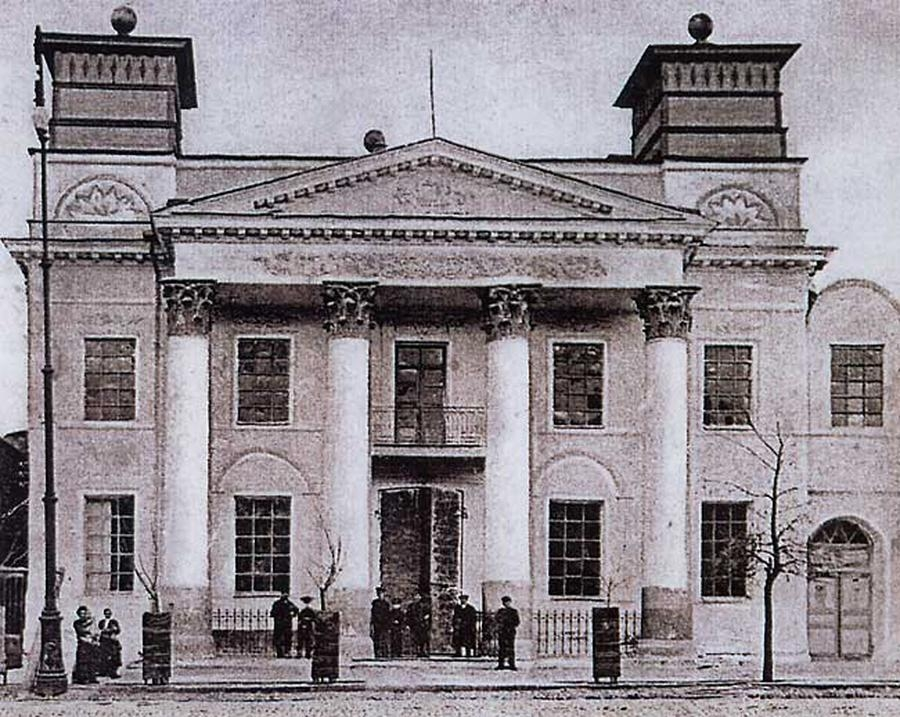
Gyllene Rosen-templet i Dnipro, 1900

- Gyllene Rosens synagoga

### Ivano-Frankivsk
- Synagogan (1895/99-)

### Kiev
- Podil synagoga (1895–1929, 1945-)
- Brodsky synagoga (1898–1926, 2000-)
- Kenesa synagoga (Karäer) (1902–1926)
- Halyzka synagoga (1910–1930)

### Lutsk

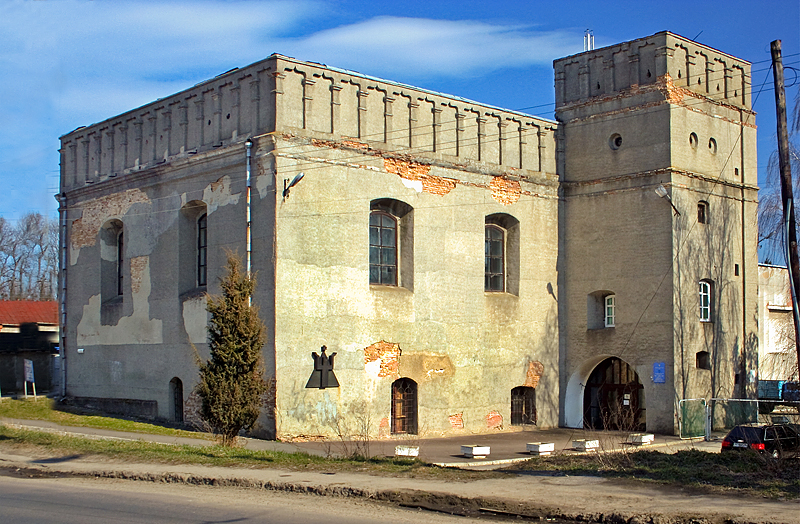
Stora Synagogan i Lutsk

- Stora Synagogan

### Lviv
- Gyllene Rosens synagoga (1582–1941)
- Stora Forstad synagoga (1632/33-1941)
- Beit Chasidim synagoga (1792–1941)
- Chassidiska synagoga (1841/43-)
- Tempel synagoga (1843/46-1941)
- Tsori-Gilod-synagoga (1925-)

### Odessa
- Bejt-Chabat synagoga (1893-)
- Brodska synagoga (1863-)
- Kenesa synagoga (1895–1930)

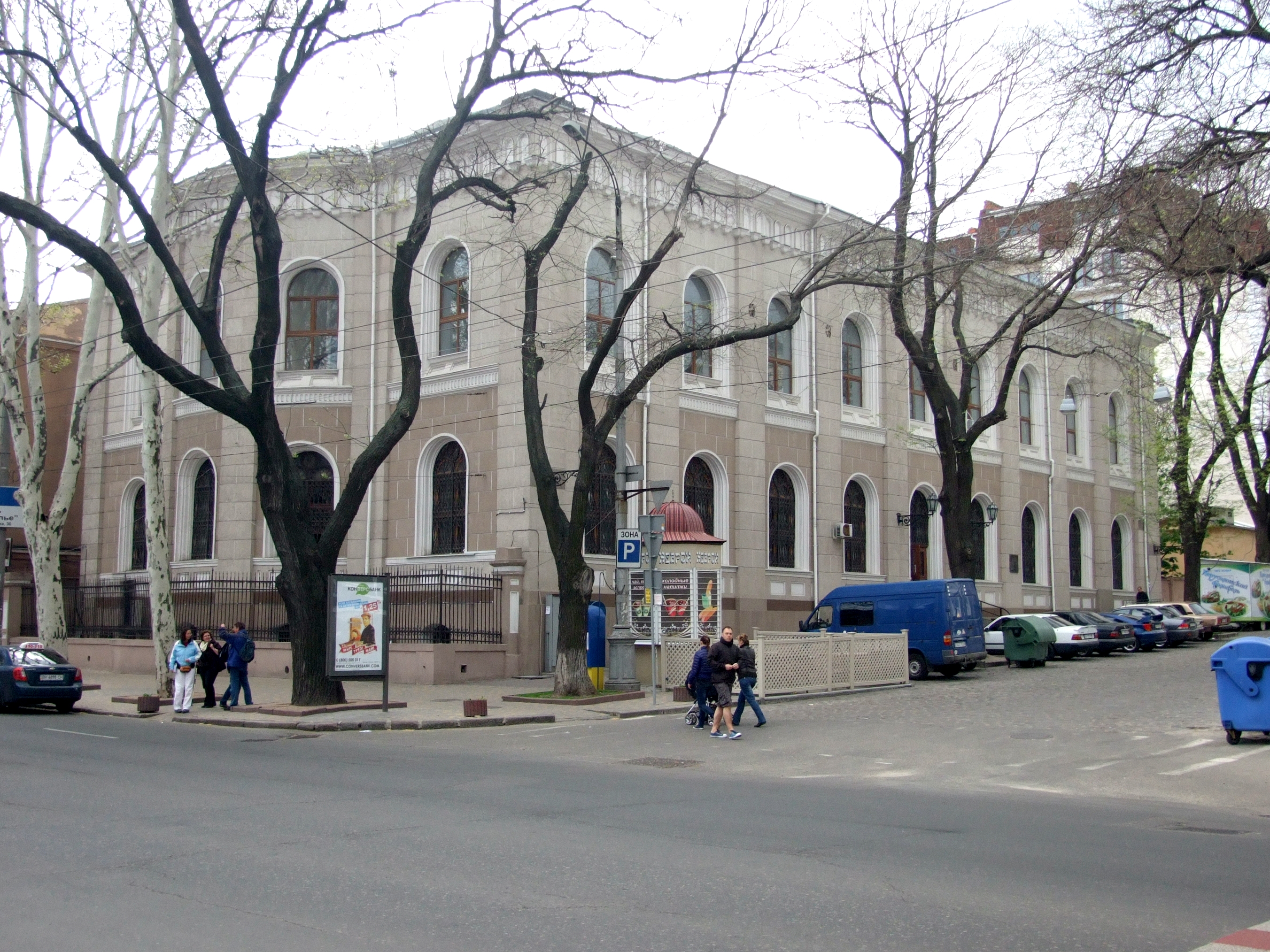
Or-Sameach-Synagoge i Odessa 2011

- Nachlas Elieser synagoga (1890–1992)
- Or Sameach synagoga (1855-)

### Tjerkasy
- Tjerkasys synagoga (2003-)

### Tjernivtsi
- Israelitiska templet (1873/78-1941)

## Notabla ukrainska judar
| Ukrainska judar | Amerikanska judar födda i Ukraina                                | Amerikaner med ukrainsk-judiska rötter |
| --- | ---------------------------------------------------------------- | --- |
| - Samuel Agnon - Isaak Babel - Mychajlo Dobkin - Michail Fridman - Volodymyr Hrojsman - Lazar Kaganovitj - Fanny Kaplan - Gennadij Kernes - Ihor Kolomojskyj - Hanna Knyazyeva-Minenko - Golda Meir - Zjanna Pintusevitj-Block - Karl Radek - Bruno Schulz - Samuel Schwartzbard - Lev Trotskij - Abraham Zapruder - Volodymyr Zelenskij - Polina Zjemtjuzjina | - Lenny Krayzelburg - Mila Kunis - Moriz Rosenthal - Isaac Stern | - Sheldon Adelson - Darren Aronofsky - Roseanne Barr - Mel Brooks - Noam Chomsky - Mickey Cohen - David Copperfield - Bob Dylan - Jesse Eisenberg - Erving Goffman - Irvin Kershner - Leonard Nimoy - Carl Sagan - William Shatner - Steven Spielberg - Jon Stewart - Peter Yarrow |